# Список ординариев епархии Лимерика
Список ординариев Лимерика — список католических ординариев, занимавших кафедру Лимерика, которая была учреждена в 1111 году на Соборе в Рэтбрессиле при храме Пресвятой Девы Марии в Лимерике. После Реформации в Ирландии древний собор в Лимерике был занят протестантской Церковью Ирландии, и ныне является храмом англиканской епархии Лимерика и Киллало. Кафедра римско-католической епархии Лимерика с 1912 года находится в Лимерике при храме Святого Иоанна Крестителя.
| Список римско-католических ординариев Лимерика | Список римско-католических ординариев Лимерика | Список римско-католических ординариев Лимерика | Список римско-католических ординариев Лимерика |
| С                                              | До                                             | Имя                                            | Примечания |
| ---------------------------------------------- | ---------------------------------------------- | ---------------------------------------------- | --- |
| 1106                                           | 1140                                           | Гилла Эспайк, он же Гилберт                    | Хиротонисан около 1106; председательствовал, как папский легат на соборе в Рэтбрессиле в 1111; ушёл на покой в 1140; умер в 1145. |
| 1140                                           | 1148                                           | Патрикий                                       | Хиротонисан в Кентербери в 1140; имя этого епископа отсутствует в ирландских источниках; умер после декабря 1148. |
| 1140                                           | 1151                                           | Эрольб, он же Гарольд                          | На кафедре приблизительно с 1140; занимал кафедру до самой смерти в 1151. |
| 1152                                           | 1167                                           | Торгезий                                       | Присутствовал на соборе в Келлсе в марте 1152; занимал кафедру до самой смерти в 1167. |
| 1167                                           | 1186—1189                                      | Бриктий                                        | Хиротонисан до 1167; участвовал в заседаниях Третьего Латеранского собора в 1179; умер между 1186 и 1189. |
| 1190                                           | 1207                                           | Доннхад О’Брайан, он же Донат                  | Хиротонисан до 1190; умер перед 5 декабря 1207. |
| 1207                                           | 1207                                           | Джефри                                         | Ректор в Дангарване; назначен королём Иоанном 5 декабря 1207, но нет информации о том, что назначение было признано и он был хиротонисан. |
| 1208—1215                                      | 1222                                           | Эдмунд                                         | Хиротонисан до июля 1215; занимал кафедру до самой смерти около 1208. |
| 1223                                           | 1250                                           | Хьюберт де Бург                                | Августинец; приор аббатства Этэссел; с 11 марта 1223 кустод епархии; назначен на кафедру 7 мая 1224; приступил к управлению епархией около 21 апреля 1225; умер 14 сентября 1250.                                                                  |
| 1251                                           | 1272                                           | Роберт Нил                                     | Назначен на кафедру до 11 апреля 1251; приступил к управлению епархией 6 января 1252; умер 8 сентября 1272. |
| 1273                                           | 1302                                           | Жераль ле Марешаль                             | Архидиакон епархии Лимерика; назначен на кафедру до 11 января 1273; приступил к управлению епархией 17 января 1273; умер 10 февраля 1302. |
| 1302                                           | 1311                                           | Робер де Дюндовеналь                           | Канноник собора в Лимерике; назначен на кафедру 2 мая 1302; приступил к управлению епархией 30 июля 1302; умер 3 мая 1311. |
| 1312                                           | 1336                                           | Юстас де Льо                                   | Декан епархии Лимерика; на кафедре приблизительно с 20 ноября 1312; приступил к управлению епархией 1 декабря 1312; умер 3 мая 1336. |
| 1336                                           | 1353                                           | Морис де Рошфор                                | Назначен на кафедру и приступил к управлению епархией до 7 ноября 1336; хиротонисан 6 апреля 1337; умер 9 июня 1353. |
| 1354                                           | 1359                                           | Стивен Лоулесс                                 | Канцлер епархии Лимерика; назначен на кафедру 19 февраля 1354; хиротонисан до 7 апреля 1354; приступил к управлению епархией 29 апреля 1354; умер 28 декабря 1359.                                                                                 |
| 1360                                           | 1369                                           | Стивен Уолл, он же Этьен де Валь               | Декан епархии Лимерика; назначен на кафедру до 6 ноября 1360; приступил к управлению епархией 2 марта 1361; переведён на кафедру Мита 19 февраля 1369.                                                                                             |
| 1369                                           | 1399                                           | Питер Керриг                                   | Назначен на кафедру 19 февраля 1369; приступил к управлению епархией 19 февраля 1370; переведён на кафедру Росса около 1399. |
| 1399                                           | 1399                                           | Бернард О’Конкобер                             | Переведён с кафедры Росса около 1399, но умер, не успев взойти на кафедру Лимерика. |
| 1399                                           | 1399                                           | Питер Керриг                                   | Вторично. Отправлен на покой, так, как не имел документа, подтверждавшего его повторное назначение на кафедру Лимерика. |
| 1400                                           | 1425                                           | Конкобер О’Дидейд, он же Корнелий О’Ди         | Францисканец; архидиакон епархии Киллали; назначен на кафедру 26 мая 1400; ушёл на покой до октября 1425; умер 27 июля 1434. |
| 1426                                           | 1458                                           | Джон Моутел                                    | Августинец-еремит; каноник в Келлсе; назначен на кафедру 7 октября 1426; приступил к управлению епархией 23 января 1427; ушёл на покой приблизительно в апреле 1458; умер в 1468.                                                                  |
| 1456                                           | 1456                                           | Томас Леджер                                   | Августинец-каноник; назначен на кафедру 10 мая 1456 ещё до того, как его предшественник ушёл на покой; утратил кафедру 23 ноября 1456. |
| 1458                                           | 1469                                           | Уильям Криг, он же Уильям Расселл              | Назначен на кафедру 19 апреля 1458; умер до июля 1469. |
| 1469                                           | 1486                                           | Томас Артэр                                    | Назначен на кафедру 14 июля и хиротонисан 10 сентября 1469; умер 19 июля 1486. |
| 1486                                           | 1486                                           | Ричард Стейкполл                               | Назначен на кафедру 18 сентября 1486, но вскоре назначение на кафедру получил его преемник; умер до 20 ноября 1486. |
| 1486                                           | 1489                                           | Джон Данмоу                                    | Каноник в Эксетере; назначен на кафедру 13 ноября 1486; суффраган в епархии Эксетера с 1489; умер до апреля 1489 |
| 1489                                           | 1522                                           | Джон Фолан, он же Джон О’Фелан                 | Каноник в Фернс; назначен на кафедру 24 апреля 1489; умер 30 January 1522. |
| 1524                                           | 1551                                           | Джон Куин                                      | Доминиканец; назначен на кафедру 21 октября 1524; хиротонисан до 3 января 1525; ушёл на покой 9 апреля 1551; умер в 1554 или 1555. |
| Sede Vacante с 1551 по 1556                    |                                                |                                                | |
| 1556                                           | 1580                                           | Хью Лейси                                      | Каноник в Лимерике; назначен на кафедру 24 ноября 1556; с 3 мая 1575, в отсутствии архиепископа Кашела, управлял всей митрополией; умер в 1580. |
| 1582                                           | 1591                                           | Корнилий О’Бойл                                | Назначен на кафедру 20 августа 1582; умер после 1591. |
| Sede Vacante с 1591 по 1602                    |                                                |                                                | |
| 1602                                           | 1602                                           | Ричард Кадан                                   | Назначен апостольским викарием Лимерика в бреве от 22 февраля 1602. |
| 1620                                           | 1646                                           | Ричард Артэр                                   | Назначен генеральным викарием Лимерика в 1613; избран кандидатом на кафедру в 1617; назначен 18 мая 1620, хиротонисан в 1623; умер 23 мая 1646. |
| 1646                                           | 1654                                           | Эдмунд О’Двайер                                | Назначен коадъютором с правом преемства 6 февраля и хиротонисан 7 мая 1645; ушёл на покой 23 мая 1646; умер 5 апреля 1654 |
| 1657                                           | 1685                                           | Джеймс Доули                                   | Назначен апостольским викарием в бреве от 17 апреля 1657 и снова 31 и.ля 1669; назначен на кафедру 4 мая 1676, назначение подтверждено в бреве от 8 марта 1677; умер приблизительно в январе 1685.                                                 |
| 1698                                           | 1702                                           | Джон О’Моллоуни                                | Переведён с кафедры Киллали 24 января 1689, но продолжил возглавлять эту епархию в качестве апостольского администратора с 1689 по 1702; умер 3 сентября 1702.                                                                                     |
| Sede Vacante с 1702 по 1720                    |                                                |                                                | |
| 1720                                           | 1737                                           | Корнелий О’Кифф                                | Назначен на кафедру 7 марта 1720; умер 4 мая 1737. |
| 1737                                           | 1759                                           | Роберт Лейси                                   | Назначен на кафедру 30 августа 1737; хиротонисан 23 февраля 1638; умер 4 августа 1759. |
| 1759                                           | 1778                                           | Даниэль О’Керни                                | Назначен на кафедру 27 ноября 1759; хиротонисан 27 января 1760; умер 24 января 1778. |
| 1778                                           | 1778                                           | Джон Батлер                                    | Иезуит; назначен на кафедру 10 апреля 1778, но не был хиротонисан. |
| 1779                                           | 1796                                           | Денис Конвей                                   | Назначен на кафедру 25 февраля и хиротонисан 20 июня 1779; умер 19 июня 1796 |
| 1796                                           | 1813                                           | Джон Янг                                       | Назначен коадъютором с правом преемства 4 января и хиротонисан 20 мая 1793; ушёл на покой 19 июня 1796; умер 22 сентября 1813. |
| 1814                                           | 1828                                           | Чарльз Тьюохай                                 | Назначен на кафедру 1 октября 1814; хиротонисан 23 апреля 1815; умер 17 марта 1828. |
| 1828                                           | 1864                                           | Джон Риан                                      | Назначен коадъютором с правом преемства 31 сентября и хиротонисан 11 декабря 1825; ушёл на покой 17 марта 1828; умер 6 июня 1864. |
| 1864                                           | 1886                                           | Джордж Батлер                                  | Назначен 10 июня и хиротонисан 25 июля 1861; ушёл на покой 6 июня 1864; умер 3 февраля 1886. |
| 1886                                           | 1917                                           | Эдвард Томас О’Двайер                          | Назначен на кафедру 18 мая и хиротонисан 29 июня 1886; умер 19 августа 1917. |
| 1918                                           | 1923                                           | Денис Холлинэн                                 | Назначен на кафедру 10 января и хиротонисан 10 марта 1918; умер 2 июля 1923. |
| 1923                                           | 1945                                           | Дэвид Кин                                      | Назначен на кафедру 24 декабря 1923; хиротонисан 2 марта 1924; умер 12 марта 1945. |
| 1945                                           | 1958                                           | Патрик О’Нил                                   | Назначен на кафедру 15 декабря 1945; хиротонисан 24 февраля 1946; умер 26 марта 1958. |
| 1958                                           | 1973                                           | Генри Мёрфи                                    | Назначен 1 июля и хиротонисан 31 августа 1958; умер 8 октября 1973. |
| 1974                                           | 1995                                           | Джереми Ньюман                                 | Назначен на кафедру 17 мая и хиротонисан 14 июля 1974; умер 3 апреля 1995. |
| 1994                                           | 1996                                           | Джон Мэджи                                     | Епископ Клойна, назначен апостольским администратором и исполнял обязанности с июля 1994 по март 1996. |
| 1996                                           | 2009                                           | Донал Брендан Мюррей                           | Ауксилиарий архиепархии Дублина и титулярный епископ Глендало с 1982 по 1996; назначен на кафедру Лимерика 10 февраля 1996, возведён на кафедру 24 марта 1996; ушёл на покой 17 декабря 2009; в настоящее время епископ-эмеретус епархии Лимерика. |
| Sede Vacante с 2009 по 2013                    |                                                |                                                | |
| с 2013                                         | с 2013                                         | Брендан Лихи                                   | Назначен епископом 10 января 2013; хиротонисан 14 апреля 2013. |
| Источники:                                     |                                                |                                                | |